# 奥州金ケ崎行政事務組合
奥州金ケ崎行政事務組合（おうしゅうかねがさきぎょうせいじむくみあい）は、岩手県奥州市及び胆沢郡金ケ崎町によって組織された一部事務組合である。管轄区域は前述の1市1町。

## 執行機関
- 管理者 - 小沢昌記（奥州市長）
- 副管理者 - 高橋由一（金ケ崎町長）
- 副管理者 - 及川新太（奥州市副市長）

## 事務局
組合に関する業務、ごみ処理業務、水道業務等を担当している。また、職員定数及び職員数は29人となっている。

### 組織
- 事務局長
- 事務局次長
  - 企画総務課
    - 企画総務係
    - 財政係
    - 介護医療係

  - 水質管理課
    - 浄水係
    - 水質保全係

  - 施設管理課
    - 管理係
    - 粗大資源係
    - 焼却維持係
    - 長寿命化事業推進室
- 会計管理者
  - 出納室

## 常備消防事務

### 概要
- 主力機械（2019年4月1日現在） 
  - 普通消防ポンプ自動車：3
  - 水槽付消防ポンプ自動車：6
  - はしご付消防自動車：1
  - 屈折はしご付消防自動車：1
  - 化学消防自動車：2
  - 大型水槽車:2
  - 救急自動車：9
  - 救助工作車：1
  - 指揮車：3
  - 広報車 : 2
  - 査察兼広報車 : 6
  - 資機材搬送車 : 3
  - その他：14

### 沿革
- 1950年8月 水沢町消防本部を設置する。
- 1951年4月 水沢町消防署を設置する。
- 1953年8月 消防本部・消防署庁舎を新築し移転する。
- 1954年4月 市制施行に伴い、水沢市消防本部・水沢市消防署に改称する。
- 1965年11月 消防本部・消防署庁舎を新築し移転する。
- 1966年12月 救急業務を開始する。
- 1971年
  - 2月 水沢市、胆沢郡前沢町・金ケ崎町・胆沢町・衣川村の1市3町1村で構成される胆沢地区消防組合の設立が岩手県知事より許可される。
  - 4月 水沢市消防本部が移行し、胆沢地区消防組合消防本部が発足する。水沢市消防署を水沢消防署に改称する。金ケ崎分署を開設する。
  - 12月 前沢分署・胆沢分署・衣川分署を開設する。
- 1972年
  - 1月 化学消防自動車を配備する。
  - 5月 前沢分署で救急業務を開始する。
  - 10月 胆沢分署で救急業務を開始する。
- 1973年7月 衣川分署で救急業務を開始する。
- 1978年7月 消防本部・消防署庁舎（現庁舎）を新築し移転する。
- 1979年1月 はしご付消防自動車を配備する。
- 1991年3月 救助工作車を配備する。
- 1996年2月 高規格救急自動車を配備する。
- 1999年2月 屈折はしご付消防自動車を配備する。
- 2006年2月 水沢市・江刺市・前沢町・胆沢町・衣川村の新設合併に伴い、奥州市が発足する。胆沢地区消防組合と江刺市消防本部が統合し、胆江地区消防組合が発足する。江刺市消防署を江刺消防署に改称し、2署制となる。
- 2008年4月 胆江地区広域行政組合、胆江広域水道企業団、胆江地区消防組合の3組織の統合に伴い、奥州金ケ崎行政事務組合消防本部に改称する。
- 2016年6月 管内119番通報を盛岡中央消防署新本庁舎内「県央広域消防指令センター」にて受付開始。

### 組織
- 組合議会
  - 議員定数：10人（奥州市：8人、金ケ崎町：2人）
- 執行機関
  - 管理者：関係団体の長の互選
  - 副管理者：管理者以外の関係団体の長及び管理者の属する団体の助役
  - 収入役：管理者の属する団体の収入役の職にある者
  - 監査委員：2人
  - 消防本部
    - 総務課
    - 消防救急課 - 危機管理室、通信指令室
    - 予防課

  - 消防署

### 消防署

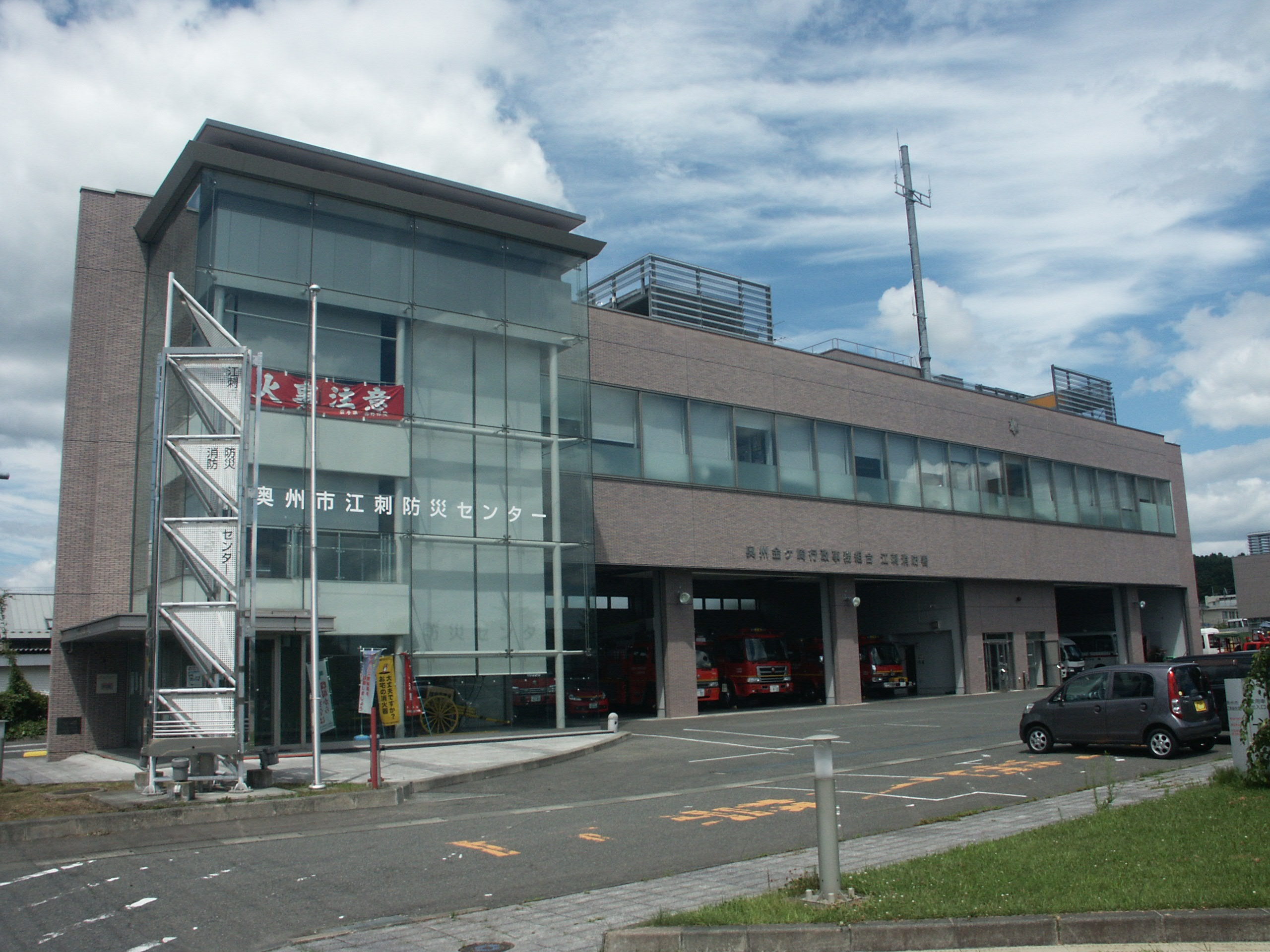
江刺消防署
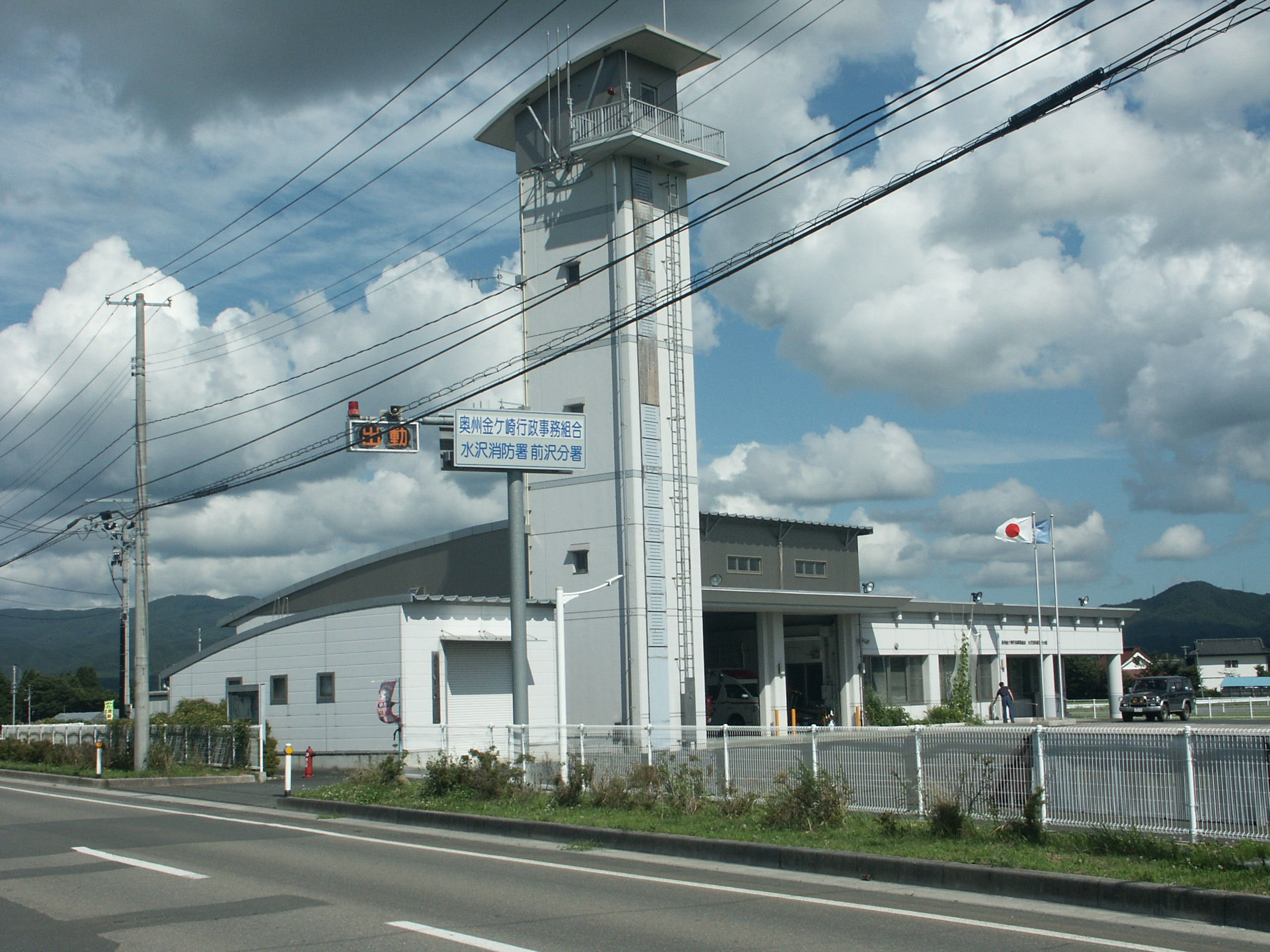
水沢消防署前沢分署
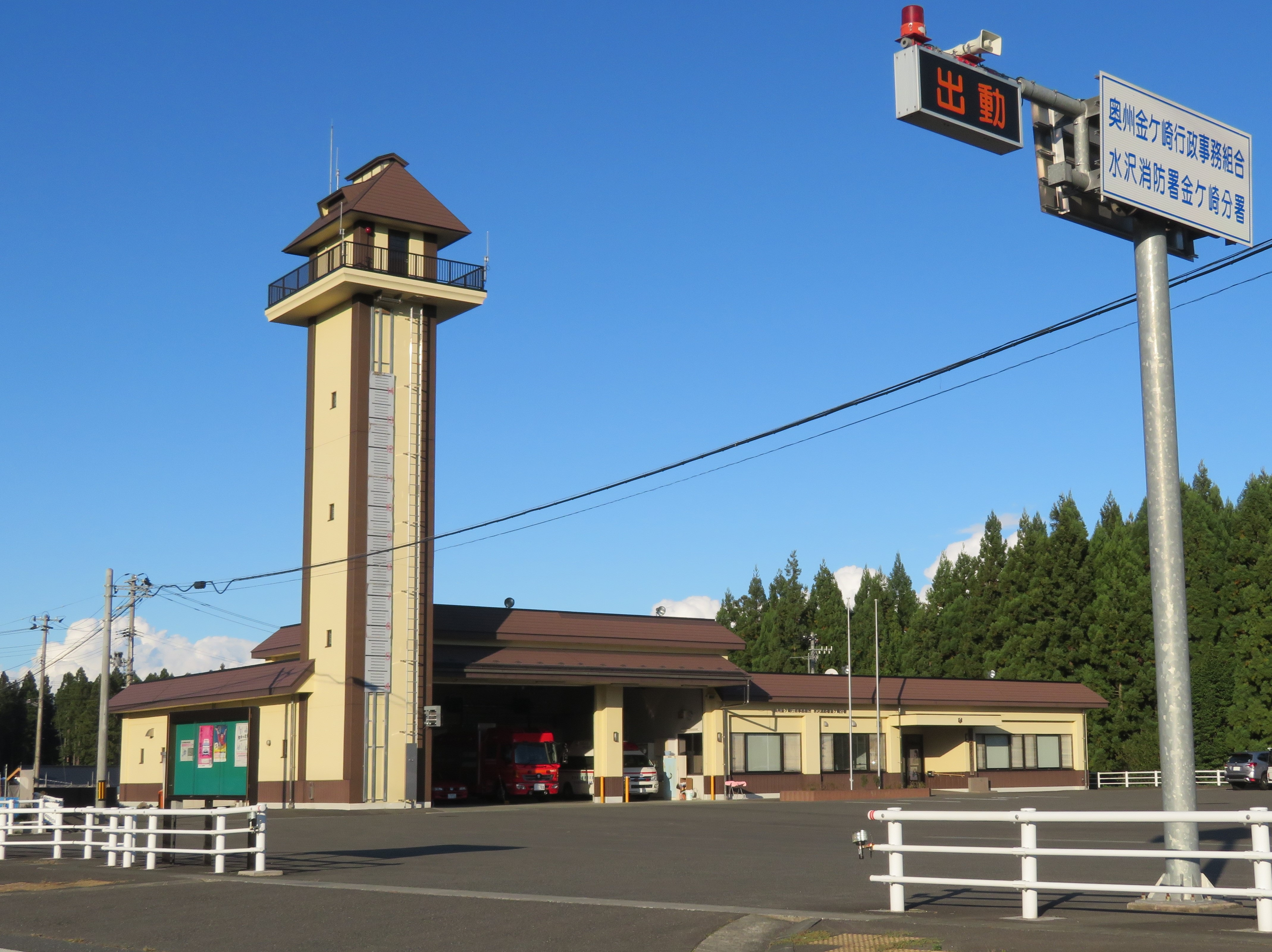
水沢消防署金ケ崎分署

| 消防署     | 住所                  | 分署 |
| ---------- | --------------------- | --- |
| 水沢消防署 | 奥州市水沢大鐘町2-16  | 前沢：奥州市前沢字山下149-1 金ケ崎：金ケ崎町西根大前118 胆沢：奥州市胆沢南都田字石行30-5 衣川：奥州市衣川古戸444-2 |
| 江刺消防署 | 奥州市江刺西大通り3-8 | なし |